# Estaimbourg
Estaimbourg est une section de la commune belge d'Estaimpuis, située en Wallonie picarde et en Flandre romane dans la province de Hainaut.

## Évolution démographique
- Sources : INS, Rem. : 1831 jusqu'en 1970 = recensements, 1976 = nombre d'habitants au 31 décembre.

## Histoire
La seigneurie d'Estaimbourg est mentionnée dès le XIIe siècle.
Estaimbourg est surtout connue pour son parc d'attraction, le Domaine de Bourgogne. Le château qui y trône est de style néo-médiéval, en briques et pierre. Il est entouré de douves, franchissables par un pont à une arche.
Au XIXe siècle, le château est habité par des membres de la famille de Bourgogne comme Charles de Bourgogne. Charles de Bourgogne, fils de Philippe et de Marie Claire Joseph Julie de Brandt de Maizières, nait à Tournai le 8 février 1810. Il est chevalier de l'ordre de Léopold, et chevalier de l'ordre souverain de Malte. Il a épousé Élisabeth Zénobie de la Chaussée, fille de Charles Léopold Marie, chevalier, et de Thérèse Charlotte de Savary de Gavre. Elle nait à Lille le 5 novembre 1816. Elle meurt au château d'Estaimbourg  le 27 juillet 1885, à l'âge de 68 ans. Il meurt lui aussi au château le 24 mars 1886, à 76 ans.
Estaimbourg a longtemps été connue également pour ses tanneries, au nombre de 3 jusqu'à une cinquantaine d'années.

## Patrimoine et culture

### Patrimoine architectural
- L'église Saint-Denis Saint-Ghislain remonte au XVIIe siècle. Elle contient des pierres tombales médiévales[4].

## Galerie

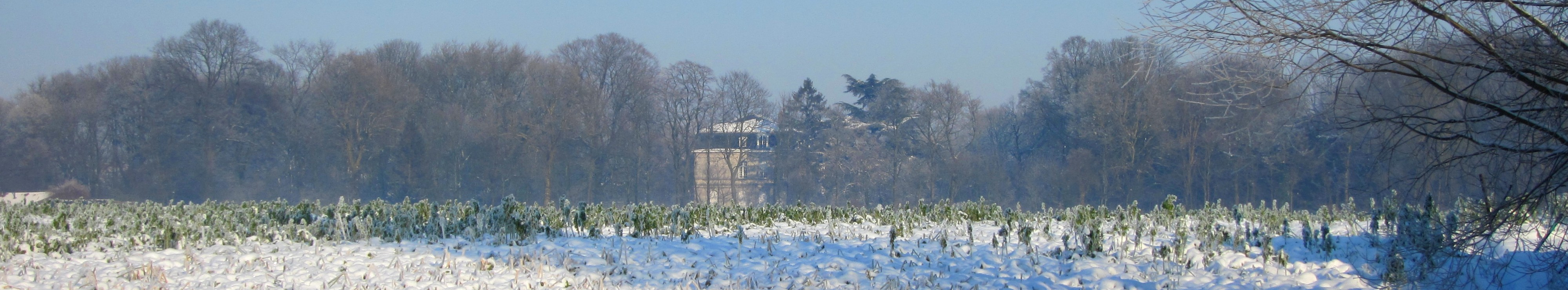
Le château d'Estaimbourg.
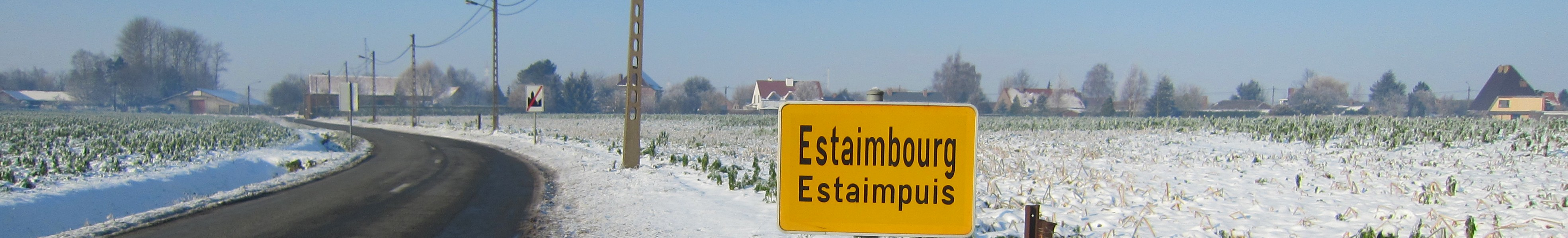
Estaimbourg sous la neige.

## Économie

### Tourisme
Estaimbourg est traversé par le GR 122.